# Romagnat
Romagnat – miejscowość i gmina we Francji, w regionie Owernia-Rodan-Alpy, w departamencie Puy-de-Dôme.
Według danych na rok 1990 gminę zamieszkiwało 8268 osób, a gęstość zaludnienia wynosiła 491 osób/km² (wśród 1310 gmin Owernii Romagnat plasuje się na 21. miejscu pod względem liczby ludności, natomiast pod względem powierzchni na miejscu 563.).